# Pseudodistoma brieni
Pseudodistoma brieni är en sjöpungsart som beskrevs av Peres 1949. Pseudodistoma brieni ingår i släktet Pseudodistoma och familjen Pseudodistomidae. Inga underarter finns listade i Catalogue of Life.